# Einhaus (Meschede)
Einhaus ist ein Ortsteil der Stadt Meschede im Hochsauerlandkreis.

## Geografie
Der kleine Ort liegt etwa drei  Kilometer südlich von Remblinghausen. Angrenzende Orte sind Mönekind und  Köttinghausen. Nahe am Weiler liegen das Naturschutzgebiet Im Stein und das Naturschutzgebiet Zwischel / Im Boden.

## Geschichte
Einhaus gehörte zum Kirchspiel Remblinghausen und zum Gericht Meschede. Der Wohnplatz Eymhuißen wurde bereits in Schatzungsregistern des 16. Jahrhunderts für das Herzogtum Westfalen erwähnt. Das Schatzungsregister von 1536 enthält einen Schatzungspflichtigen, spätestens ab 1563 bestand der Ort aus zwei Höfen, in denen 1819 14 Einwohner wohnten. Seit der Neugliederung durch das Sauerland/Paderborn-Gesetz zum 1. Januar 1975 gehört Einhaus zum Hochsauerlandkreis und ist ein Ortsteil der Stadt Meschede.